# Amina Abdellatif
Amina Abdellatif (6 de marzo de 1973) es una deportista francesa que compitió en judo. Ganó una medalla de bronce en el Campeonato Europeo de Judo de 2002, en la categoría de –70 kg.

## Palmarés internacional
| Campeonato Europeo | Campeonato Europeo  | Campeonato Europeo | Campeonato Europeo |
| Año                | Lugar               | Medalla            | Categoría          |
| ------------------ | ------------------- | ------------------ | ------------------ |
| 2002               | Maribor (Eslovenia) | Medalla de bronce  | –70 kg             |